# Agent secret (film, 1945)
Cet article concerne le film d'Herman Shumlin. Pour le film d'Alfred Hitchcock, voir Agent secret.
Pour les articles homonymes, voir Agent secret (homonymie).
Pour plus de détails, voir Fiche technique et Distribution.
Agent secret (Confidential Agent) est un film d'espionnage américain en noir et blanc réalisé par Herman Shumlin, sorti en 1945.
Il s'agit de l’adaptation du roman du même nom écrit par Graham Greene en 1939.

## Synopsis
Octobre 1937. Sur un bateau qui vogue vers l'Angleterre, un républicain espagnol, Luis Denard, fait la connaissance de Rose Cullen, la fille de Lord Benditch que Denard doit précisément rencontrer pour une transaction de charbon. Mais il se fait agresser par des nationalistes. Arrivé à Londres, il échappe de peu à un attentat et soupçonne ses propres alliés de le trahir. En dernier recours, il devra convaincre les mineurs de se mettre en grève pour que le charbon ne soit pas livré aux fascistes espagnols.

## Fiche technique
- Titre : Agent secret
- Titre original : Confidential Agent
- Réalisation : Herman Shumlin
- Scénario : Robert Buckner, d'après le roman L'Agent secret de Graham Greene (1939)
- Dialogues : Jack Daniels
- Photographie : James Wong Howe|
- Montage : George Amy
- Musique : Franz Waxman
- Décors : William Kuehl
- Son : Olivier S. Garretson
- Directeur artistique : Leo Kuter
- Producteurs : Robert Buckner et Jack L. Warner
- Société de distribution : Warner Bros.
- Pays d'origine : États-Unis
- Format : noir et blanc - 1,37:1 - son Mono
- Genre : Drame, thriller et espionnage
- Durée : 118 min
- Dates de sortie :
  -  États-Unis : 2 novembre 1945
  -  France : 30 juillet 1947

## Distribution
- Charles Boyer : Luis Denard
- Lauren Bacall : Rose Cullen
- Victor Francen : Licata
- Wanda Hendrix : Else
- George Coulouris : capitaine Currie
- Peter Lorre : Contreras
- Katína Paxinoú : Mme Melandez
- John Warburton : Neil Forbes
- Holmes Herbert : Lord Benditch
- Dan Seymour : M. Muckerji
- Ian Wolfe : Dr Bellows
- George Zucco : Détective Geddes
- Miles Mander : M. Brigstock
- Lawrence Grant : Lord Fetting
- Art Foster : le chauffeur
- Olaf Hytten : Harry Bates
- Herbert Wyndham : Fortescue

Acteurs non crédités :
- Harry Allen : un mineur
- Jack Carter : un chanteur
- Cyril Delevanti : un homme d'affaires